# La Pala
La Pala è una località dell'Argentina, parte del partido di Adolfo Alsina nella provincia di Buenos Aires, al confine con la provincia di La Pampa.
Si trova 503 km a sudovest rispetto a Buenos Aires e 78 km a sudovest di Carhué, capoluogo del partido.

## Origini del nome
La Pala è ispirata all'omonimo strumento, e prende il nome da un'azienda agricola che sorgeva nel territorio. La località è chiamata talvolta anche Francisco Murature, dal nome del proprietario originario dei terreni su cui è costruita.

## Storia
La storia del centro abitato inizia nel 1882, quando gli appezzamenti di terreno della zona furono venduti all'impresario Francisco Murature. Questi donò una parte delle sue terre per la creazione di una stazione ferroviaria, inaugurata nel 1907 inizialmente con il nome di Garro. Tuttavia l'8 ottobre dello stesso anno la stazione fu rinominata in Murature, mentre Garro divenne il nome di un'altra stazione poco distante.
Alcuni coloni, guidati da Don Joaquín Migliore, si erano insediati in quella zona, dandosi principalmente all'agricoltura. Il luogo in cui si stabilirono, a circa 3 km dalla stazione, prese il nome di Francisco Murature o La Pala. La chiusura della stazione nel corso degli anni '70 provocò un calo delle attività e un successivo spopolamento.

## Società

### Evoluzione demografica
abitanti censiti

La città ha una popolazione di 27 abitanti, in leggero aumento rispetto ai 25 abitanti del censimento precedente( Indec, 2001). Gran parte delle attività, compresa la delegazione municipale, dipendono da quelle di Villa Maza.

## Infrastrutture e trasporti
La città diponeva di un collegamento con Rivera e Catriló attraverso la linea ferroviaria Sarmiento, che va da Huinca Renancò a Darregueira.